# Irma Schmidegg
Irma Schmidegg, née le 9 janvier 1901 à Trieste et morte le 12 juin 1991 à Innsbruck, était une skieuse alpine autrichienne.

## Palmarès

### Championnats du monde
| Épreuve / Édition               | Descente | Slalom       | Combiné                          |
| ------------------------------- | -------- | ------------ | -------------------------------- |
| Mondiaux 1931 Mürren            | Bronze   | 10e          | Épreuve inexistante à cette date |
| Mondiaux 1932 Cortina d'Ampezzo | 10e      | 8e           | 7e                               |
| Mondiaux 1933 Innsbruck         | 12e      | Non partante | —                                |

### Arlberg-Kandahar
- Meilleur résultat : 3e place dans la descente 1929 à Sankt Anton